# Museu da Graciosa

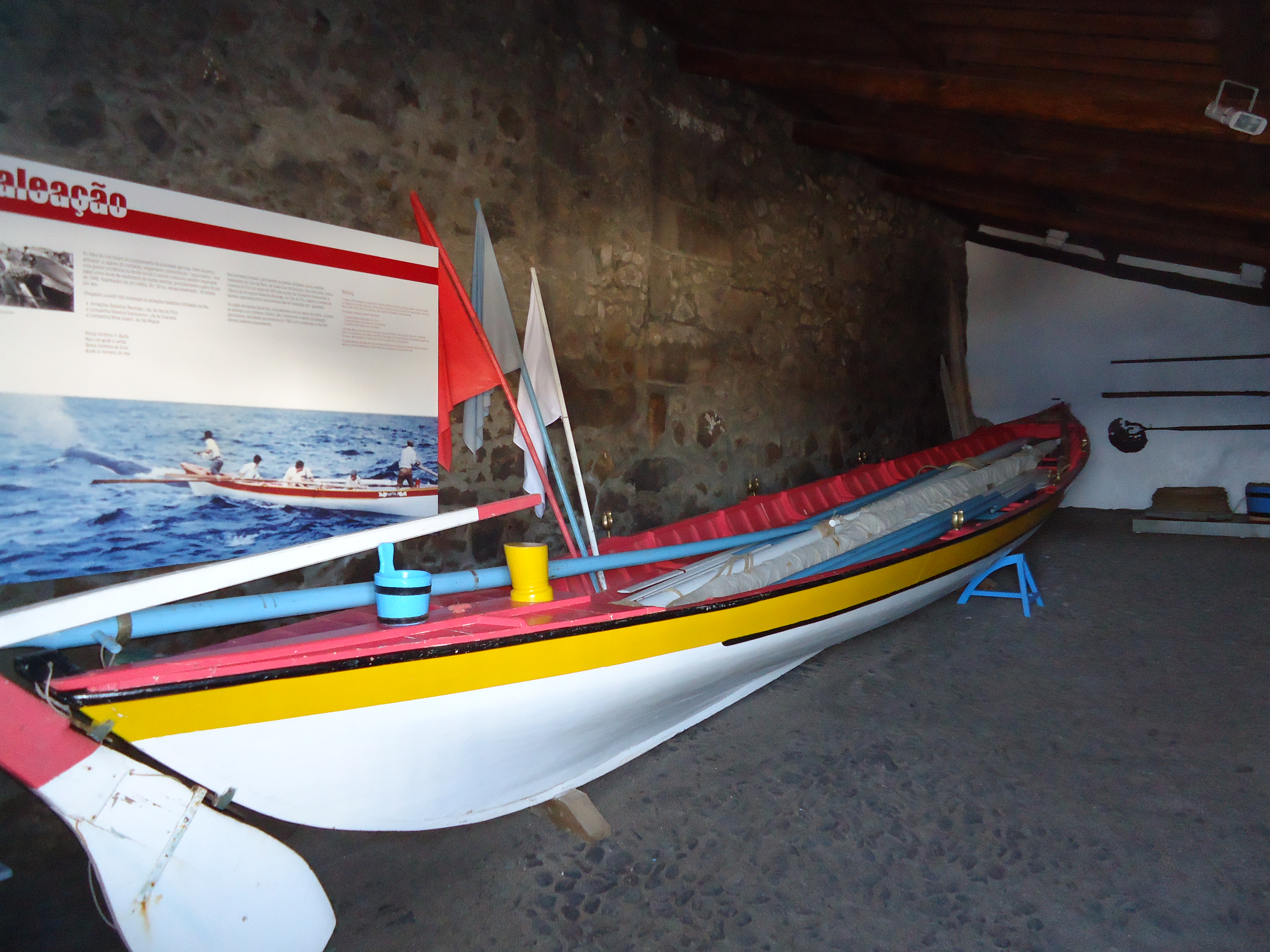
Bote baleeiro, Barracão das Canoas (Museu da Graciosa).

O Museu da Graciosa localiza-se no centro de Santa Cruz da Graciosa, na Região Autónoma dos Açores.

Influenciado na sua génese pela antiga Casa Etnográfica da Ilha Graciosa fundada em 1977, foi inaugurado a 6 de dezembro de 1983  e
até 2010 funcionou no edifício de um antigo granel, na Rua das Flores, local outrora utilizado para o armazenamento de cereais e vinho produzidos na ilha.
Em 2010 recebeu uma ampliação que permitiu uma nova disposição museológica bem como profundos melhoramentos logísticos nos serviços técnicos, administrativos e educativos. Ficaram instalados nestes novos espaços a principal exposição permanente, dedicada às alfaias agrícolas, a oficina do Serviço Educativo e de Conservação Preventiva, o Centro de Documentação e Biblioteca, a Receção e Cafetaria e ainda os gabinetes da direção, inventário, e técnico-administrativos.
O seu acervo contém relevantes informações históricas, patrimoniais e culturais da ilha Graciosa.
No primeiro edifício sede do Museu encontra-se uma adega com os seus utensílios originais, desde o lagar às prensas, bem como uma sala dedicada aos ofícios tradicionais mais representativos na ilha, alguns deles atualmente extintos. Entre eles destacam-se a marcenaria, a tanoaria, a olaria, a carpintaria e a sapataria. No 1° andar deste edifício encontram-se ainda a "Sala da Festa", dedicada às atividades sócio-culturais da ilha, e a Sala de Exposições Temporárias, a qual inclui uma secção dedicada ao Colecionismo, nomeadamente à Numismática.
Servindo de junção entre os dois edifícios, existe um jardim onde se encontram expostas diversas peças de artilharia oriundas das diversas fortificações que defenderam a ilha dos frequentes ataques de piratas e corsários ocorridos em especial durante a dinastia filipina.
O museu compreende ainda cinco núcleos, sendo dois deles visitáveis mediante marcação prévia: barracão dos botes baleeiros junto ao porto da Calheta (Santa Cruz), moinho de vento típico da ilha, localizado em Santa Cruz, o Núcleo Marítimo localizado na Praia, a Casa das Debulhadoras, em Guadalupe, e a Tenda do Ferreiro também na Praia. Destes cinco núcleos apenas são visitáveis os núcleos do Barracão dos Botes Baleeiros e do Moinho de Vento.
O Museu da Graciosa funciona atualmente como um Serviço de Promoção Cultural, afirmando-se cada vez mais como um importante centro de partilha de conhecimento nos Açores. Integra a Rede Regional e Nacional de Museus e é tutelado pelo Governo Regional dos Açores através da Direção Regional dos Assuntos Culturais.